# Paradiscocyrtus
Genre
Paradiscocyrtus est un genre d'opilions laniatores de la famille des Gonyleptidae.

## Distribution
Les espèces de ce genre sont endémiques du Brésil. Elles se rencontrent dans les États de Rio de Janeiro et du Ceará.

## Liste des espèces
Selon World Catalogue of Opiliones (08/09/2021) :
- Paradiscocyrtus cerayanus Roewer, 1929
- Paradiscocyrtus neglectus Mello-Leitão, 1927

## Publication originale
- Mello-Leitão, 1927 : « Generos novos de Gonyleptideos (Nota previa). » Boletim do Museu Nacional, vol. 3, p. 13–22.